# Creu de Castell d'Aro
La Creu de Castell d'Aro és una creu de terme de Castell d'Aro, Platja d'Aro i s'Agaró (Baix Empordà) inclosa a l'Inventari del Patrimoni Arquitectònic de Catalunya.

## Descripció
Conjunt escultòric de pedra. Es tracta d'una columna, de planta quadrada que es transforma en octogonal, que descansa damunt una base graonada (actualment de tres graons però originàriament de cinc). La columa està coronada per un capitell treballat amb elements vegetals, que recorden les fulles de card, i altres elements figuratius com una cara i un ésser que recorda una rata penada. la creu presenta els braços rectes acabats amb flor de lis. En una cara mostra el crucificat i al costat oposat, la Verge.

## Història
Hem comentat que originalment el basament de la creu constava de cin graons, actualment amagats per la crescuda del nivell del paviment. L'any 1936 el conjunt va ser enderrocat. Consta, però que el senyor Pere Calvet enterrà els diveros fragments en què quedà compartimentat fins a l'any 1939 en què va ser de nou aixecada. Posteriorment i de manera involuntària i accidental va ser enderrocada i s'hagué d'aixecar de nou.